# Institut national de l'audiovisuel
« INA » redirige ici. Pour les autres significations, voir INA (homonymie).
Pour l’institut polonais, voir Institut national de l'audiovisuel (Pologne).
Ne doit pas être confondu avec INHA.
L'Institut national de l'audiovisuel (INA) est un établissement public à caractère industriel et commercial français ayant pour mission principale d'archiver les productions audiovisuelles et de produire, d'éditer, de publier, de commercialiser et de distribuer des contenus audiovisuels et multimédias à destination de tous les publics, professionnels, entreprises ou particuliers, pour tous les écrans ou plateformes de diffusion, y compris audio. L'INA comprend également un centre de formation et de recherche visant à développer et transmettre les savoirs et expertises dans les domaines de l'audiovisuel, des médias et du numérique.

## Historique

### Loi de 1974
Selon l'article 3 de la loi du 7 août 1974, l'Institut national de l'audiovisuel (INA) est chargé « de la conservation des archives, des recherches de création audiovisuelle et de la formation professionnelle ».
Créé par la réforme de l'audiovisuel menée en 1974 et mis en place le 6 janvier 1975, le cadre général, législatif, réglementaire et financier dans lequel l'INA assure ses missions est fixé par l'État, qui dispose du pouvoir de contrôle sur ses activités, notamment à travers la présence de représentants de l'État et de parlementaires au conseil d'administration ainsi que par la réponse à des questions parlementaires, enquêtes et rapports. L'INA reçoit pour financer ses activités une partie de la redevance audiovisuelle.
Parmi les sept organismes créés par la loi d'août 1974 remplaçant l'ORTF, l'INA est le seul à n'avoir jamais changé de statut depuis.

### Loi de 1992
En 1992, la loi du 20 juin étend le dépôt légal à la télévision et à la radio. L'INA en est le dépositaire. Cette loi donne naissance en 1995 à l'Inathèque, chargée de la conservation et de la mise à la disposition des archives du dépôt légal aux chercheurs et aux étudiants. Son ouverture au public est effective en octobre 1998, au rez-de-jardin de la Bibliothèque François-Mitterrand. En 2002, le dépôt légal est étendu aux chaînes du câble et du satellite, puis en 2005, à la télévision numérique terrestre.

### Numérisation des années 2000
La numérisation à grande échelle des archives de l'INA décidée par le pouvoir politique en 1999, sous la forme d'un plan de sauvegarde et de numérisation massif et systématique, a été prise en compte en 1999 sous la présidence d'Emmanuel Hoog, mais n'a débuté qu'en 2001. Pour ce faire, un contrat d'objectifs et de moyens est signé en avril 2000 par l'État et l'INA, qui formalise le projet jusque 2003. En 2005, une augmentation de la dotation provenant de la redevance permet d'augmenter de 60 % le volume d’heures traitées par rapport à la moyenne des trois années précédentes.
À l'automne 2001, seul un tiers du million et demi d'heures de programme devant être numérisées l'a été, selon Emmanuel Hoog.
L'Institut a conclu le 16 juin 2005 deux accords visant l'édition de contenus sur des réseaux numériques : d'une part avec les auteurs ayant fait apport de leurs droits à une société d'auteurs (Société civile des auteurs multimédia, Société des auteurs et compositeurs dramatiques et Société des auteurs, compositeurs et éditeurs de musique), d'autre part avec les artistes-interprètes engagés pour des émissions de télévision.

### Ouverture du site grand public en 2006
À la suite d'un travail de numérisation de ses archives, l'INA lance le 27 avril 2006 le site ina.fr, ouvert au grand public, qui accueille à son lancement 100 000 archives représentant 10 000 heures de programmes : 80 % des archives disponibles sur ce site sont proposées en visionnage gratuit, l'internaute pouvant visionner les premières minutes des 20 % restants. Il offre l'accès à plus de 100 000 émissions de radio et de télévision. L'INA espère rapidement tripler l'audience de son site pour atteindre un million de visiteurs par mois. Ce stock représente alors environ 10 000 heures d'archives : près de 5 000 heures de programmes télévisés thématisés, 3 000 heures de JT, 500 heures consacrées aux collections patrimoniales et plus de 1 000 heures de radio.
La loi DAVDSI du 1er août 2006 a introduit en France le dépôt légal de l'Internet, dont la mise en œuvre est partagée entre la Bibliothèque nationale de France et l'INA. La collecte des sites par l'INA débute à titre expérimental en février 2009.

### Situation en 2017-2018
En 2017, l'INA capte en continu 169 chaînes de télévision et de radio, 14 426 sites web médias, 8 600 comptes de plateformes vidéos et 13 000 comptes Twitter. Le téléchargement est payant suivant différentes formules (location ou achat du programme). Deux nouvelles versions du site sont mises en ligne, en 2009, puis en 2013. En 2009, le site accueille également 200 000 spots de publicité diffusés à la télévision française depuis 1968.
Au 1er janvier 2018, ina.fr (site et plateformes associées) compte 49 260 heures de documents télévisuels et radiophoniques en ligne.
En 2018, l'INA devrait avoir numérisé l'intégralité de ses archives menacées de dégradation définitive. Soit environ 835 000 heures de programmes audiovisuels sur un total du fonds de l'INA de près de trois millions d'heures d'archives audiovisuelles. Cette numérisation est encadrée par le plan de sauvegarde et de numérisation (PSN). En 2009, selon Emmanuel Hoog, la numérisation effectuée par l'INA a déjà permis de sauver plus de 600 000 heures d'une « destruction inéluctable », soit entre deux tiers et trois quarts des archives de l'INA menacées.
Après des accords signés avec Dailymotion dès 2011, l'INA conclut en mars 2012 un accord avec YouTube, qui diffuse depuis une partie des vidéos de l'INA contre un partage des revenus publicitaires,. En 2018, l'INA comptabilise au total 452 millions de vidéos vues.
Le 28 avril 2015, la présidente de l'INA, Agnès Saal, est contrainte de démissionner en raison de la polémique née de ses frais de déplacement importants en taxi s'élevant à 40 000 € en 10 mois, dont 6 700 € pour son fils,,. En juillet 2019, elle est suspendue pour deux ans de son titre de chevalier de la Légion d’honneur et sa promotion au rang d'officier est supprimée.
En octobre 2019, un projet de regroupement de l'INA dans une nouvelle entité, France Médias, avec trois autres structures de l’audiovisuel public, France Télévisions, France Médias Monde et Radio France, est présenté par les autorités.

### Présidents
| Période                 | Nom                      |
| ----------------------- | ------------------------ |
| 1975-1979               | Pierre Emmanuel          |
| 1979-1981               | Gabriel de Broglie       |
| 1981-1983               | Joël Le Tac              |
| 1983-1987               | Jacques Pomonti          |
| 1987-1990               | Janine Langlois-Glandier |
| 1990-1994               | Georges Fillioud         |
| 1994-1999               | Jean-Pierre Teyssier     |
| 1999 – janvier 2001     | Francis Beck             |
| janvier 2001 – mai 2010 | Emmanuel Hoog            |
| mai 2010 – mai 2014     | Mathieu Gallet           |
| mai 2014 – avril 2015   | Agnès Saal               |
| avril 2015 (intérim)    | Jean-Marc Auvray         |
| mai 2015 – août 2025    | Laurent Vallet           |
| août 2025 (intérim) –   | Agnès Chauveau           |

### Régime financier
Le régime financier de l'institut qui se conforme, en matière de gestion financière et comptable, aux règles en usage dans les sociétés industrielles et commerciales, est défini par le décret n°2004-532 du 10 juin 2004 relatif à l'organisation et au fonctionnement de l'Institut national de l'audiovisuel.
Le 20 avril 2023 Laurent Vallet annonce sur la plateforme de l'Institut la réalisation d'un chiffre d'affaires historique de 42,3 millions d'euros en 2022, soit une nouvelle progression de 5% après la hausse de 20% déjà enregistrée en 2021, et la consolidation de son statut de média patrimonial public.

### Identité visuelle

Premier logo (1975)
Logo entre 1994[20] et 2002
Logo entre 2002 et 2009
Logo depuis 2009

## Sauvegarde et archivage du patrimoine audiovisuel
L’INA collecte, sauvegarde, numérise, restaure et valorise les archives de la radio et de la télévision françaises, soit plus de 70 ans de programmes radio et 60 ans de télévision.
Avec 5 millions d’heures de radio et de télévision conservées et plus d’1 million de documents photographiques, les fonds d’archives de l’INA sont parmi les plus importants au monde,.
Feuilletons, téléfilms, documentaires, journaux télévisés, magazines d’actualité, de sport, émissions de divertissement, entretiens, fictions radiophoniques, concerts… sans oublier les archives régionales, représentent une source d’archives pour la production, la diffusion, l’édition, mais aussi la recherche, l’éducation et désormais pour le grand public en accès direct.

### Collecter les fonds audiovisuels
La mission première de l'INA est de collecter et de conserver les fonds audiovisuels français :
- les archives professionnelles, les chaînes publiques de radio et de télévision depuis 1945 (lois de 1974, 1982, 1986 et 2000) : 1 400 000 heures fin 2006, dont 700 000 heures de radio et 700 000 heures de télévision ;
- l'ensemble des programmes provenant des diffuseurs nationaux au titre du dépôt légal de la radio et de la télévision françaises. Les chaînes hertziennes de radio et de télévision depuis 1995 (loi du 20 juin 1992). Par exemple, depuis mai 2020, Radio Nova est entré dans le dépôt légal de l'INA, ce qui passe à l'antenne étant dorénavant sauvegardé 24h/24 et 7j/7[22] ;
- la loi DAVDSI du 1er août 2006 confie également à l'INA le dépôt légal des sites web médias. L'ensemble des sites des diffuseurs, les web radio et web télé, les contenus édités par les acteurs de l'audiovisuel français et les sites liés aux programmes (émissions, séries, fan…).

Pour soutenir ce dispositif, l'INA a mis en place un processus de captation numérique. En 2018, l'INA capte en continu 169 chaînes de télévision et de radio et 9 000 sites web médias et l'archive ainsi constituée représente lors un total cumulé de 17 millions d'heures de télévision et de radio :
- des fonds issus de collections privées pour en assurer la conservation et éventuellement la commercialisation. L'INA accueille ainsi les fonds de l'Opéra de Paris, l'AFP, la Fédération française de football, Thierry Ardisson[23], Stéphane Collaro, Vues du ciel filmées par le journaliste photographe cinéaste belge Pierre Brouwers, etc.

### Sauvegarder et numériser les fonds
Parallèlement à la collecte, l’INA assure la conservation physique de ce patrimoine audiovisuel français dont les supports, souvent uniques, se dégradent inexorablement au fil du temps. En 1999, l’Ina a lancé un plan de sauvegarde et de numérisation (PSN). D’ici 2018, l'INA prévoit de sauvegarder l'ensemble des fonds en danger (835 000 heures). Si l'objectif est atteint, la France sera le seul pays au monde à avoir sauvé sa mémoire audiovisuelle[réf. nécessaire].

### Restaurer les fonds conservés
La demande croissante d’images de bonne qualité et la dégradation du fonds ancien rendent nécessaire le traitement curatif des matériels films, vidéo et sons dégradés. Plus de 500 heures sont restaurées chaque année grâce aux logiciels conçus en interne en lien avec les équipes de chercheurs.

## Services proposés

### Valorisation et diffusion des fonds

#### Pour les professionnels
L’INA met en place des services destinés aux professionnels pour faciliter la commercialisation des archives et la cession de droits d'exploitation, tant en France qu’à l'étranger. Ina MEDIAPRO est le service qui propose de rechercher, sélectionner puis acheter les droits d'exploitation de programmes audiovisuels. Au 1er janvier 2018, cela représente 1 777 559 heures de programmes accessibles pour les professionnels.

#### Pour les chercheurs, enseignants et étudiants
Le service de l'Ina THEQUE propose aux personnes souhaitant mener des recherches sur l'intégralité des fonds de l'INA, un accès à des postes de consultation. Les équipes de l'INA accueillent et orientent dans les délégations régionales ainsi qu'à la BnF. Des postes de consultation sont mis en place dans des bibliothèques et des médiathèques afin de multiplier les points d'accès. Au 1er janvier 2018, cela représente 17 800 000 d’heures de programmes radio & télévision mises à disposition dans le centre de consultation parisien de la bibliothèque François-Mitterrand et les 6 délégations régionales ainsi que 11 000 000 d’heures de programmes de radio et télévision mises à disposition dans 32 implantations en région (bibliothèques, médiathèques, cinémathèques).

#### Pour le grand public
L’INA développe une politique de valorisation des archives à des fins éducatives et culturelles et initie pour cela de nombreux partenariats. Au travers de nombreux projets, l’INA travaille sur la notion d’éducation à l’image et favorise par ailleurs la diffusion du patrimoine sous des formes variées au sein de festivals, rétrospectives, expositions, musées ou autres événements culturels. Depuis le 27 avril 2006, l'Ina développe l'accès libre aux archives via Internet, les applications mobiles, les télé connectées et les fournisseurs d'accès à internet. Au 1er janvier 2018, le site ina.fr et les plateformes associées permettent d'accéder à 49 260 heures de programmes télévisés et radiophoniques. Les dossiers de la rédaction mettent en avant des émissions, magazines, fictions, ainsi que des évènements, thèmes et personnalités en lien avec l'actualité. L'offre s’enrichit de 5 000 heures par an et s'étend avec l'ouverture régulière de sites thématiques ou la mise en ligne d'offres spécifiques : Publicité, Thierry Ardisson, Roland Garros, festival de Cannes, les élections présidentielles, etc.
L'Ina propose ainsi des dossiers thématiques, des archives concernant des personnalités lors de leurs passages sur les plateaux télé et radio, près de 1 000 heures d'émissions emblématiques du patrimoine audiovisuel dont Cinq colonnes à la une, Les Coulisses de l'exploit, Apostrophes, Le Masque et la Plume, Les Cinq Dernières Minutes, Âge tendre et tête de bois, Droit de réponse, des séries, fictions et documentaires, tels Maigret, Les Shadoks, Belphégor, Arsène Lupin, des archives de sport télé ou radiodiffusés dont tennis avec Roland Garros, le cyclisme avec le Tour de France, de la voile avec la transat anglaise ou le Vendée Globe Challenge, des journaux télévisés et les programmes des Actualités françaises.
Elle propose également des :

##### Fresques régionales
- Lumières sur Rhône-Alpes : l’histoire de la région Rhône-Alpes depuis les années 1940.
- Repères méditerranéens : 70 ans d’histoire de la région Provence-Alpes-Côte d’Azur.
- L'Ouest en mémoire : l’évolution de la Bretagne et des Pays de la Loire depuis la seconde Guerre Mondiale.
- Empreintes landaises : rétrospective des Landes, des années 1920 à aujourd'hui.

##### Fresques thématiques
- Festival de Cannes : Les films, les réalisateurs, les cérémonies du Festival.
- L'Europe des cultures : la création artistique et la vie culturelle des 27 pays de l’Union européenne depuis 50 ans.
- Arts Sonores : 60 ans de création sonore décrite par les équipes du Groupe de recherches musicales.
- Charles De Gaulle - paroles publiques : 200 archives audio et vidéo pour restituer la vie politique et publique du général de Gaulle de 1940 à 1969.
- elles@centrepompidou : prolongement de l'exposition, cette fresque réunit des portraits d’artistes femmes et les œuvres majeures.

##### Jeux et applications
- Dites-le avec l'Ina : un concentré de phrases cultes en vidéo à partager sur les réseaux sociaux.
- Télé Top Chrono : un quiz où il faut retrouver au plus vite l'année de diffusion des images parmi plus de 20 séries thématiques : ciné, automobile, pub, bêtisiers…
- Le Journal télévisé de votre naissance
- Karaoké sur les tubes de la chanson française : Eddy Mitchell, Julien Clerc, Claude François, Régine…

##### Plateforme Streaming illimité
- Madelen, 20 000 contenus Vidéo à la demande[25].

### Recherche audiovisuelle et expérimentation sur l'image et le son
Dès sa création, l'Ina a eu en charge la recherche, rapidement orientée vers la mise au point d'images de synthèse utilisées notamment par l'industrie française du dessin animé.
De 1982 à 2000, l'Ina a créé et piloté le salon Imagina, un rendez-vous annuel pour les professionnels de l'audiovisuel numérique.
Désormais, 95 % de cette recherche est tournée vers la préservation du patrimoine audiovisuel. Ainsi, l'Ina est impliqué dans de grands projets de recherche et d’expérimentation pour la sauvegarde et la protection des images et des sons et développe des outils numériques nécessaires à la restauration, l’indexation et le marquage des documents audiovisuels.

#### Recherche appliquée
Les objets de cette recherche sont les contenus audiovisuels et médiatiques, les environnements d’usage, les pratiques et les méthodologies de l’audiovisuel et des médias. Les objectifs sont la conception de nouvelles technologies et de nouveaux usages pour les professionnels de l’audiovisuel et pour les usagers.
Aujourd'hui, l'Ina s'associe à des entreprises publiques et privées (CEA, France Télécom, Thomson, Thales…), des universités et des centres de recherche français et étrangers. Depuis février 2004, le projet européen de recherche Prestospace, qui vise à développer des solutions intégrées et une approche industrielle pour les travaux de sauvegarde et de numérisation des archives audiovisuelles, est coordonné par l'Institut. L’Ina est aussi impliqué dans le développement de systèmes de classement et de recherche des contenus multimédias, de techniques de marquage des images permettant de les tracer, d'outils de navigation visant à faciliter la consultation des archives. Il participe aussi à des projets internationaux : le pôle de compétitivité Île-de-France Cap Digital, la Europeana (bibliothèque numérique européenne), Quaero (projet européen de moteur de recherche multimédia)…
Les chercheurs, ingénieurs et doctorants travaillent à l’élaboration de modèles théoriques, au développement et à l’expérimentation de prototypes dans les domaines de la sauvegarde et de la restauration des images et des sons, de l’analyse et de l’enrichissement des contenus, de l’intelligence artificielle et de la fouille de données (Projet Saphir, Diginpix, ou l'observatoire transmédia a pour objet l’étude et la traçabilité des événements médiatiques sur tous les supports de diffusion : web, presse, radio et télévision).

#### Groupe de recherches musicales
Au sein de ce laboratoire de recherche, le Groupe de recherches musicales (GRM) est un lieu de recherche et de création dans les domaines du son enregistré et des musiques électroacoustiques et acousmatiques. Le GRM propose par ailleurs chaque année près de 25 concerts en France et à l'étranger.

#### Publications, revues, magazines
Le 11 octobre 2010, l'Ina lance Ina Global, une revue en ligne sur les acteurs et les évolutions des industries créatives, des médias et du web. La revue regroupe plus de 400 experts qui alimentent le site avec leurs articles. En 2017, plus de 161 articles et dossiers consacrés à l'analyse des médias ont été publiés sur Ina Global.
L'Inathèque, le centre de consultation de l'INA, publie chaque trimestre la lettre Ina Stat, dans laquelle les reportages des journaux télévisés français des six chaînes nationales hertziennes sont analysés. Chaque lettre est consacrée à l'étude d'une thématique récurrente des journaux, laquelle est analysée statistiquement, sur plusieurs années et au regard de l'actualité. Chaque lettre est mise à disposition des usagers de l'Inathèque et également disponible en ligne.

#### Rencontres, débats, colloques et séminaires
L’Ina organise régulièrement des ateliers de réflexion (Le Collège iconique), des colloques (Les rencontres Ina-Sorbonne) et des débats (Les lundis de l'Ina, les Clubs Ina EXPERT) consacrés au rôle et enjeux des médias dans notre société.

### Production et édition de programmes audiovisuels et multimédia
L’Ina produit et édite des programmes audiovisuels et multimédia pour le paysage audiovisuel français et international. En 2017, l'Ina dispose de plus de 167 références de DVD, 250 titres CD et 4 vinyles.

#### Documentaires audiovisuels
Depuis trente ans, l'Ina a produit plus de 2 000 œuvres (soit 1 800 heures de programmes) : 1 500 ont été diffusées à la télévision et 200 films ont été sélectionnés dans des festivals internationaux.
Ces productions (ou coproductions) concernent des figures historiques (Dante), politiques (Moi, Fidel Castro), scientifiques (Claude Lévi-Strauss) ou artistiques (Chagall), des moments historiques (La saga des immigrés, Une histoire de langue française) ou des sujets de société (Grandir au collège)…

#### Contenus pédagogiques
L'Ina étend également sa production aux domaines éducatifs, pédagogiques et multimédias : avec France 5 pour le développement du site internet Côté profs pour les enseignants, avec des éditeurs scolaires pour la création de cartables électroniques, ou en participant à la conception de l'Espace numérique des savoirs, le portail éducatif du ministère de l'Éducation nationale. Son studio hypermédia est à l’origine d'innovations en matière de programmes interactifs mettant en scène les archives de l’Ina, comme la fresque interactive Jalons pour l’histoire du temps présent et les entretiens interactifs.

#### CD et DVD
Depuis 2006, l'Ina édite des CD, DVD et Blu-ray d'émissions audiovisuelles pour la plupart directement tirées de ses archives. Outre des coffrets permettant de découvrir des émissions cultes de la radio et de la télévision françaises (Cinq colonnes à la une, Cinéma, Cinémas, Radioscopie, Discorama, Le Bébête show, Chorus), l'Ina a également entrepris d'éditer des fictions télévisées en créant les collections « Les grandes fictions de la télévision » et « Les inédits fantastiques ».
Par ailleurs, l’Ina édite ou coédite des collections sonores ou vidéo retraçant les grandes heures de la radio et de la télévision. En radio, la collection « Ina mémoire vive » regroupe des récitals de musique classique, des discours, entretiens, lectures ou conférences avec des personnalités (André Malraux, Pierre Mendès France, Georges Pompidou, Michel Foucault…).
En télévision, de nombreuses collections sont consacrées à des émissions emblématiques : « Les grands entretiens de Bernard Pivot », coédités avec Gallimard et comprenant notamment des entretiens avec Marguerite Yourcenar, Julien Green, Marguerite Duras, Françoise Dolto ou Albert Cohen. Une collection humoristique est consacrée à des émissions comme le Petit théâtre de Bouvard, Les Shadoks ou Bonne nuit les petits.

## INA Campus
L'Institut national de l'audiovisuel est un acteur international de l'enseignement supérieur et de la formation professionnelle aux métiers de l'image et du son. INA Campus accueille chaque année plus de 250 élèves pour des formations post-bac aux métiers de l'audiovisuel et du multimédia.
Depuis 2020, l'INA propose une année d’orientation et de pré-qualification aux métiers de l’audiovisuel et des médias numériques, destinée aux 17 – 25 ans, sans condition de diplôme. La classe alpha accueille 100 élèves par promotion.

### Programmes

#### Diplômes bac+2
Les formations bac+2 de l'INA se divisent en deux catégories:
- Les diplômes INA, en partenariat avec CFA du spectacle vivant et de l'audiovisuel[30]:
  - Diplôme INA « Technicien supérieur audiovisuel » (option son), en alternance
  - Diplôme INA « Technicien supérieur audiovisuel » (option montage), en alternance
- Les BTS métiers de l'audiovisuel, en partenariat avec le Lycée Evariste Galois (Noisy-le-Grand, 93) :
  - BTS « Techniques d'ingénierie et exploitation des équipements » (formation continue)
  - BTS « Gestion de production » (formation continue)

#### Licences et diplômes bac+3
Toutes les formations bac +3 sont proposées en alternance :
- Les diplômes INA, en partenariat avec CFA du spectacle vivant et de l'audiovisuel[30] :
  - Diplôme INA « Documentaliste multimédias »
  - Diplôme INA « Ingénierie sonore - spécialité Sonorisation »
  - Diplôme INA « Ingénierie sonore - spécialité Audiovisuel »
  - Diplôme INA « Motion design »
- La licence professionnelle « Systèmes audiovisuels numériques », qui peut être suivie après un bac+2 dans les domaines de l'audiovisuel, de l'électronique, de l'informatique ou des réseaux (BTS audiovisuel, électronique, IRIST, DUT GEII, Réseaux et Télécoms…). Elle propose une spécialisation aux outils informatiques et réseaux d'une chaîne de production et de diffusion audiovisuelle. Elle est assurée en partenariat avec l'université Gustave-Eiffel qui délivre le diplôme.

#### Masters et mastères spécialisés
Sept formations allant de bac+3 à bac+5 permettent d'accéder à des diplômes de niveau 6 et 7.
- Masters accessibles à bac+3 :
  - le master « Production audiovisuelle » forme les étudiants aux métiers de la production audiovisuelle pour tous les écrans (cinéma, télévision, web et mobile) ;
  - le master « Gestion de patrimoine audiovisuel » propose une spécialisation aux métiers de la sauvegarde, de la gestion et de la valorisation des fonds audiovisuels et numériques ;
  - le master « Création musicale et arts sonores » est accessible à partir de bac+3. Il est délivré par l'université Gustave-Eiffel.
  - le master de recherche « Histoire et audiovisuel » spécialise à la recherche sur les l’univers des médias : histoire, esthétique, économie, juridique et sociologie.
- Masters accessibles à bac +4 :
  - le master 2 « Droit, économie et gestion de l'audiovisuel » est accessible à partir de bac+4. Ce diplôme permet d'acquérir des connaissances approfondies en matière de financement, d'exploitation commerciale et de stratégie marketing dans l'industrie et le marché de l'audiovisuel ;
  - le master 2 « Artisan de l'Image (OIVM) » est accessible à partir de bac+4. Il est délivré par l'université Paris-Est-Créteil (UPEC), en partenariat avec l'École Georges-Méliès.
  - le master « Conception Réalisation de documentaire » délivré par l'ENS Paris-Saclay, est également accessible à partir de bac +4. Il forme des personnes issues de toutes disciplines (lettres, sciences, commerce, ingénierie, sciences politiques…) aux métiers de réalisateur ou de concepteur audiovisuel multimédia.
- Mastère spécialisé :
  - le mastère spécialisé « Création et production multimédia » est réalisé en partenariat avec Télécom Paris. Il vise à développer les compétences dans la direction, la production et la conception de projets interactifs pour les médias numériques.

### Formation professionnelle
Ancien centre de formation professionnelle de l'ORTF, l'Ina forme depuis 1974 des professionnels aux métiers de l'audiovisuel. Aujourd'hui, le catalogue propose plus de 450 stages qui couvrent tous les domaines de l’audiovisuel, des médias et des contenus numériques. Les 450 formations sont réparties par domaine d'activité :
- Stratégie et management des contenus
- Droit de l'audiovisuel et du multimédia
- Conception, écriture, réalisation
- Journalisme
- Radio
- Patrimoines numériques, documentation multimédias
- Gestion de production
- Image, Lumière
- Photographie
- Son
- Montage, postproduction, effets spéciaux
- Techniques de l'audiovisuel
- Projection numérique
- Jeux vidéo
- Web

## Rôle à l'étranger
Pionnier en matière de numérisation, l'Ina intervient dans d'autres pays afin de conseiller les entreprises et institutions dans leur travail de sauvegarde des archives audiovisuelles. L'Ina poursuit en parallèle des missions de solidarité, comme en Afghanistan, au Cambodge ou à Cuba, afin d'aider ces pays à reconstruire leur mémoire audiovisuelle.
L'institut est membre de la Fédération internationale des archives de télévision (FIAT/IFTA), qui regroupe près de 180 institutions d'archivage dans 70 pays. Fin 2004, la FIAT/IFTA a lancé un appel international pour la sauvegarde du patrimoine audiovisuel mondial.

## Typologie des fonds disponibles à l'INA
Les fonds de l'Ina (en 2017 : plus de 17 818 789 d’heures d'archives et 15 743 300 d'heures conservées au titre du dépôt légal et mandats patrimoniaux) regroupent plus de 60 ans de mémoire sonore et visuelle répartie dans six grandes collections : le fonds cinéma, le fonds national de télévision, le fonds radio, le fonds photo, les fonds régionaux et le fonds du dépôt légal. La plupart de ces archives sont conservées au centre de Saint-Rémy-l'Honoré,, près des Essarts-le-Roi (Yvelines).

### Fonds cinéma
Trente ans d'actualités :
- les Actualités françaises filmées entre 1940 et 1969 : diffusées chaque semaine dans les salles de cinéma, elle montre entre autres le point de vue de l'Allemagne et du gouvernement de Vichy sur les opérations militaires, la vie quotidienne en zone occupée et le Débarquement.
- les reportages du magazine Ici la France consacrés aux Forces françaises libres (FFL) et des tournages réalisés par les Alliés à Londres, en Afrique, au Moyen-Orient, en Corse et en Afrique du Nord entre 1940 et 1944.
- le fonds de la Coopérative générale du cinéma français, soit dix-huit films produits entre 1944 et 1963, douze documentaires et six longs métrages. Exemple : La Bataille du rail de René Clément, primé au premier Festival de Cannes de l'après-guerre en 1946.

### Fonds national de télévision
L'INA assure une mission de dépôt légal de 88 chaînes de télévision.
- Les actualités nationales ou fonds « actualités » : les journaux télévisés, les émissions et débats politiques, les magazines d'information, de reportages, les magazines et retransmissions sportives, diffusés par la Radio Télévision Française (RTF) puis l'ORTF et la télévision publique aujourd'hui. Exemple : le premier journal télévisé créé par Pierre Sabbagh le 26 juin 1949.
- Le fonds dit de « Production » : les programmes nationaux de la télévision publique depuis la RTF jusqu'à aujourd'hui, il couvre tous les genres télévisuels : téléfilms, séries, feuilletons, documentaires, émissions de divertissement, jeux, dessins animés, magazines culturels ou de société, retransmissions d'événements sportifs, de pièces de théâtre, de concerts… ainsi que les émissions produites ou coproduites depuis 1975 par l'Ina. Exemple : le premier Tour de France, les premières émissions de débat (Problème de gouvernement, Liberté de l'esprit), les allocutions du Général de Gaulle, ainsi que les émissions À armes égales ou Cinq colonnes à la une. Les émissions novatrices des années 1970-80 comme Chorus (émission de télévision). D'autres émissions célèbres des années 1980-1990, comme Apostrophes, Champs-Élysées, Stade 2 ou Téléfoot, y sont conservées.

### Fonds radio
L'INA assure une mission de dépôt légal de 20 stations de radio.
Les premiers enregistrements radiophoniques remontent à 1933 (discours de personnalités comme Blum, Paul Reynaud, Daladier, etc.). Pour la période de la Seconde Guerre mondiale, 4 000 enregistrements sonores proviennent des radios qui émettaient depuis Paris (zone occupée), Vichy (zone libre) ou de l'extérieur (la Résistance). Après la Guerre, une collecte des émissions a été organisée : des entretiens avec des artistes (Breton, Claudel, Giono…), des concerts de l'Orchestre national du théâtre des Champs-Élysées, des émissions de variétés ou d'information culturelle (Rendez-vous à cinq heures, Dimanche dans un fauteuil, Radioscopie, Les grandes enquêtes…).
Dès 1975, le fonds est alimenté quotidiennement par les émissions de Radio France : Le pays d'ici, Les mardis du théâtre ou du cinéma, L'Histoire en direct sur France Culture ; Le Masque et la Plume, Rue des Entrepreneurs, L'oreille en coin, Le téléphone sonne sur France Inter ; Euphonia, Le matin des musiciens sur France Musique.

### Fonds publicité
Depuis 2009, l’Ina a mis en ligne sur son site web  un fonds de 200 000 spots de publicité. Cette approche « Web 2.0 » est inspirée notamment de Dailymotion et de YouTube avec l'introduction de rubriques, d'espaces commentaires, de systèmes classement type « les vidéos les plus vues ». Ce fonds reprend tous les spots diffusés à la télévision française depuis le 1er octobre 1968, date de la première diffusion d'un spot publicitaire à la télé. Il est issu de trois fonds :
- le fonds RFP (Régie Française de Publicité), soit 25 500 spots ainsi que des campagnes d'intérêt général et collectives, qui couvre la période entre 1968 à 1984 ;
- le fonds de la SECODIP, soit 33 300 spots, entre 1985 et 1994 ;
- le fonds du Dépôt légal depuis 1995 qui comprend tous les spots de production française récoltés auprès de l'ARPP (ex BVP) et déjà disponible pour les utilisateurs du centre de consultation de l'Inathèque. Il s'enrichit de 15 à 20 000 spots chaque année.

L’initiative de l’Ina est un moyen de fixer l’évolution des pratiques publicitaires témoignant de l’évolution des mœurs, des modes de consommation, de la place de la femme ou des habitudes vestimentaires en France, etc.

### Fonds photo
Évalué à environ 1,5 million de photographies, datant pour les plus anciennes des années 1950, ce fonds témoigne des prémices de la télévision, quand les émissions avaient lieu en direct et n'étaient ni enregistrées, ni archivées : des reportages sur les tournages, le travail des équipes techniques, des réalisateurs et des artistes, des portraits de personnalités et des reportages retraçant la vie quotidienne en France entre 1961 et 1974.
En novembre 2010, l'Ina ouvre pour la première fois son fonds photo sur internet au grand public sur internet, en partenariat avec Photoservice.com, mais la prestation cessera en 2017.

### Fonds régionaux
Six délégations régionales conservent les programmes des radios et des télévisions publiques régionales. Chaque délégation valorise en moyenne 50 000 heures d'archives (radio et télévision) datant, pour les plus anciennes, des années 1950.
- Ina Nord, créé en 1977 à Lille, couvre les régions Nord-Pas-de-Calais, Picardie, Basse et Haute-Normandie (soit 10 départements) : la mine, les industries sidérurgiques et textiles, le tunnel sous la Manche, des personnalités comme Pierre Mauroy, Jacques Brel, Annie Cordy…
- Ina Méditerranée, créé en 1982 à Marseille, couvre les régions Provence-Alpes-Côte d'Azur et Corse (soit 8 départements) : le cinéma, le festival de Cannes, le festival d'Avignon, l'Olympique de Marseille (OM), les portraits d'Edmonde Charles-Roux, Gaston Defferre…
- Ina Pyrénées, créé en 1984 à Toulouse, couvre les régions Midi-Pyrénées, Languedoc-Roussillon et Aquitaine (soit 18 départements) : l'aéronautique et l'espace, le canal du Midi, le rugby, la tauromachie…
- Ina Centre Est, créé en 1993 à Lyon, couvre les régions Rhône-Alpes, Auvergne, Bourgogne et Franche-Comté (soit 20 départements) : le Rhône, l'Olympique lyonnais (OL), la gastronomie, la montagne…
- Ina Grand Est, créé en 1994 à Strasbourg, couvre les régions Alsace-Lorraine et Champagne-Ardenne (soit 10 départements) : des émissions en alsacien, l'Europe…
- Ina Atlantique, créé en 1997 à Rennes, couvre les régions Bretagne, Pays de la Loire, Poitou-Charentes et Limousin (soit 16 départements) : l'océan, les ports, la pêche, les îles, les phares…

### Fonds du dépôt légal
- La Télévision nationale hertzienne : TF1, France 2, France 3, Canal+, M6, Arte, France 5. Du 1er janvier 1995 au 1er janvier 2002, il s'agit du dépôt des programmes d'origine française en première diffusion et un échantillonnage pour les journaux télévisés, les jeux et les retransmissions sportives. Il existe aussi un dépôt de 7 journées témoins chaque année reprenant l'intégralité d'une journée de diffusion pour toutes les chaînes. Depuis le 1er janvier 2002, tous les programmes sont collectés 24 heures sur 24.
- La Télévision du câble et du satellite. Depuis le 1er janvier 2002, l'enregistrement concerne 12 chaînes : Canal J, Canal Jimmy, Euronews, Eurosport, LCI, MCM, Paris Première, Planète, RTL9, Série Club, TMC, TV5 Monde. Depuis le 1er septembre 2003, la collecte s'est étendue à 22 autres chaînes : 13ème rue, AB Moteurs, Animaux, La Chaîne météo, Chasse et Pêche, demain.TV, Encyclopédia, Equidia, Escales, Festival, Fun TV, Histoire, La chaîne parlementaire et Public Sénat, Mangas, Mezzo, RFM TV, Seasons, Sport+, Télétoon, Téva, Toute l'Histoire.
- La Télévision numérique terrestre (TNT). Depuis mars 2005, la collecte des chaînes diffusées en clair concerne C8, TFX, NRJ 12, France 4, W9 et TMC. Depuis octobre 2005, CNews, CStar, Gulli et BFM TV font aussi partie de cette collecte.
- Un fonds vidéo-musiques : 3 500 documents constitués de clips musicaux d'origine française en première diffusion depuis le 1er janvier 1995.
- Un fonds publicité : 10 000 documents par an intégrant des spots publicitaires en première diffusion française depuis le 1er janvier 1995.
- Un fonds du Service d'observation des programmes : 67 500 documents regroupant l'enregistrement intégral des programmes des chaînes nationales hertziennes de 1986 à 2001 pour TF1, France 2 et France 3 ; de 1992 à 2001 pour Canal+, Arte et M6.
- Un fonds radio : depuis le 1er janvier 1995, les programmes diffusés sur les cinq stations de Radio France (France Inter, France Musique, France Culture, France Info et France Bleu) sont intégralement enregistrés. Depuis le 1er janvier 2001, la collecte est étendue à RFI, aux radios privées généralistes et aux réseaux thématiques nationaux. 11 radios sont ainsi concernées : Europe 1, RTL (France), RMC, Virgin Radio, Fun Radio, RTL2, NRJ, Chérie FM, Nostalgie, RFM, Skyrock.
- Un fonds de documentation écrite : il s'agit d'un fonds d'ouvrages, de périodiques, de rapports, de thèses et de publications de recherche comme, des grilles de programmes, des dossiers de presse, des ouvrages consacrés aux médias ou des périodiques.

### L'«enfer»
Jusqu'en 1975, une salle du sous-sol du siège de l'ORTF, surnommée par les journalistes l’« enfer » (en référence à l'enfer de la Bibliothèque nationale de France, accueillant les ouvrages qui avaient été jugés subversifs), accueille les bobines de télévisions interdites de diffusion. Oubliées dans des sacs en jute sans étiquettes et sans références, après le démantèlement de l'ORTF en 1975, elles sont redécouvertes en 1992, lors du déménagement du siège vers le 13e arrondissement de Paris, auparavant situé rue Cognacq-Jay. Michel Raynal, directeur délégué adjoint aux collections de l'INA explique : « la plupart du temps, les raisons de cette mise au purgatoire étaient politiques, mais il y avait aussi des questions juridiques », dans un contexte où le général de Gaulle a souhaité faire de la télévision des années 1960 la « voix de la France » et donc avoir un droit de regard dessus. Un organisme sous le contrôle du ministre de l'Information Alain Peyrefitte, le SLII (Service de liaison interministériel pour l'information) est chargé jusqu'en 1969 de contrôler la « bonne conduite de la radio et de la télévision ». Le SLII ne survit pas aux manifestations de Mai 68, qui impliquent aussi du personnel de la télévision ; en 1976, Valéry Giscard d'Estaing lui créé un successeur, le SID (Service d'information et de diffusion), qui coordonne la communication gouvernementale, remplacé en 1996 par le SIG (Service d'information du gouvernement), qui a encore pour mission de valoriser l'action de l'exécutif auprès des médias.
Outre des films d'information, qui constituent la plus grande partie des fonds (comme l’accident des 24 Heures du Mans 1955 à cause de l'enquête judiciaire en cours ou le général de Gaulle se mouchant sur la place Saint-Marc lors d'un voyage présidentiel à Venise), on trouve, par exemple, un reportage du magazine Gros plan de 1961 où Salvador Dalí évoque ses « souvenirs de vie intra-utérine » et commente le film Un Chien andalou, une émission de Terre des arts de Max-Pol Fouchet, où le journaliste parle de la révolution cubaine de 1959, une interview de François Truffaut déplorant la fermeture de la Cinémathèque de Chaillot au début des années 1970, une émission d'Aujourd'hui Madame où est évoqué le film polémique d'André Cayatte Mourir d'aimer ou encore des passages des chanteurs Évariste et Bernard Lavilliers. Ces fonds ont depuis été « numérisés, répertoriés, réintégrés dans les archives et ils sont accessibles aux chercheurs et au grand public sur le site de l'INA ».

## À savoir
- Le plus vieux document de l'Ina date de 1891 : c'est la voix de Gustave Eiffel.
- Le Général de Gaulle est la personnalité la plus demandée dans les archives de l'Ina.
- La première apparition des Rolling Stones à la télévision française date de 1964 dans l'émission Quoi de neuf présentée par Denise Fabre.
- Il faudrait 300 ans non-stop pour voir et écouter toutes les archives de l'Ina.
- Lors du premier jour de mise en ligne d'ina.fr, 6 millions et demi de visiteurs se sont connectés. Les documents les plus visionnés sont Les Shadoks et Mai 68.
- On reconnaît les archives de l'Ina grâce au logo blanc Ina présent sur les images. Cependant, la loi interdit de « sigler » une œuvre sans l'accord des auteurs.
- En 2006, pour une redevance de 116 €, l'Ina perçoit 3,25 € ; le groupe France Télévisions : 78,61 € ; Arte : 8,75 €, Radio France : 21,23 € et RFI : 2,39 €.
- D'autres pays ont aussi un système de dépôt légal de la radio et de la télévision : les États-Unis, le Danemark, la Finlande, la Norvège, la Hongrie, l'Islande, la Suède, le Royaume-Uni et la Pologne dont l'équivalent de l'INA y est le Narodowy Instytut Audiowizualny (NInA).
- Disparitions d'archives : lors d'un entretien dans l'émission d'Antoine Perraud, Jeux d'archives (France Culture, 31 mars 2007), William Karel fait remarquer que certains documents audiovisuels et des notices se rapportant à de Gaulle ou à la guerre d'Algérie ont disparu de l'Ina.

#### Article
- (fr) Quand l'Ina nous ouvre ses portes, Clubic.

#### Livre
- Claude Forest, L'industrie du cinéma en France. De la pellicule au pixel, La documentation française, Paris, 2013.

#### Sites officiels
- (fr + en) Site vidéo de l'Institut national de l'audiovisuel
- (fr) Boutique en ligne grand public de l'Institut national de l'audiovisuel
- (fr + en) Service professionnel d'accès aux archives de l'Institut national de l'audiovisuel
- (fr) « Site d'Ina Sup, pôle européen des sciences et métiers de l'image et du son »(Archive.org • Wikiwix • Archive.is • Google • Que faire ?)
- (fr) Site du Groupe de recherche musicale
- (fr) Site d'Ina Global, la revue des industries créatives et des médias de l'Institut national de l'audiovisuel
- (fr) Site SVOD de l'Institut national de l'audiovisuel

#### Bases de données et notices
- Ressources relatives aux organisations :   - SIREN
  - data.gouv.fr
  - Registre de transparence de l'UE
- Ressources relatives à plusieurs domaines :   - Annuaire du service public français
  - Radio France
- Ressource relative à la vie publique :   - Nominations au Journal officiel
- Ressource relative à la musique :   - MusicBrainz
- Notices d'autorité :   - VIAF
  - ISNI
  - BnF (données)
  - IdRef
  - LCCN
  - GND
  - Japon
  - CiNii
  - Espagne
  - Israël
  - NUKAT
  - Catalogne
  - Australie
  - Norvège
  - Tchéquie